# Realismo especulativo
El realismo especulativo es un movimiento en filosofía contemporánea que se define en líneas generales por su postura de realismo metafísico contra las formas dominantes de la filosofía post-Kantiana o como lo denominan correlacionismo. El realismo especulativo toma su nombre de una conferencia impartida en Goldsmiths Universidad, Universidad de Londres en abril de 2007. La conferencia estuvo moderada por Alberto Toscano de Goldsmiths Universidad, y con las presentaciones de Ray Brassier de Universidad americana de Beirut (entonces en Middlesex Universidad), Iain Hamilton Grant de la Universidad del Del oeste de Inglaterra, Graham Harman de la Universidad americana en Cairo, y Quentin Meillassoux del École Normale Supérieure en París. El concepto de «realismo especulativo» es generalmente atribuido a Brassier, aunque Meillassoux ya había utilizado «materialismo especulativo» para describir su propia posición.

## Crítica del correlacionismo
Los pensadores del Realismo Especulativo, si bien desacuerdan en cuestiones filosóficas básicas, comparten todos la resistencia a admitir las ideas de las filosofías de la finitud humanas inspiradas por Immanuel Kant.
Lo que une a los cuatro miembros fundamentales del movimiento es el intento de refutar tanto al «correlacionismo» como a las «filosofías del acceso». En After Finitude, Meillassoux define el correlacionismo como la idea según la cual solo es posible conocer la correlación entre pensamiento y ser, y nunca cualquiera de los términos de forma independiente. Una filosofía del acceso, por otro lado, es cualquier filosofía correlacionista que privilegie al ser humano por sobre otras entidades. Ambas ideas, según Meillassoux, representan formas de antropocentrismo. 
Estos cuatro pensadores del realismo especulativo trabajan en oposición a las filosofías que privilegian al ser humano. Mediante distintas formas de realismo se oponen al influjo dominante de las varias formas del idealismo presente en mucha de la filosofía contemporánea.

## Variaciones
Mientras que comparten el objetivo de dar vuelta las posturas dominantes post-kantianas pensadas en las escuelas Continentales y Analíticas de filosofía,  hay diferencias importantes separando los miembros de núcleo del movimiento Realista Especulativo y sus seguidores.

### Materialismo especulativo
En su crítica al correlacionismo, Quentin Meillassoux identifica dos principios constitutivos en el locus de la filosofía kantiana. El primero es el Principio de correlación: solo podemos conocer la correlación entre ser y pensamiento, o de otra forma, todo lo que está por fuera de dicha relación es incognoscible. El segundo principio es denominado por Meillassoux como Principle of Factiality, término de difícil traducción que puede entenderse como un principio opuesto al Principio de razón suficiente. El Principle of Factiality o "Principio de sinrazón" establece que las cosas pueden ser de forma distinta a como son, que todo en el mundo es sin razón y, por lo tanto, es capaz de devenir otra cosa sin razón alguna. Este segundo principio es sostenido por Kant en su defensa de la cosa en sí como incognoscible pero imaginable: es posible imaginar la realidad de manera fundamentalmente distinta a como es, incluso si no podemos conocerla. Según Meillassoux, la defensa de ambos principios conduce a un "correlacionismo débil" como los de Kant o Husserl, mientras que el rechazo de la cosa en sí lleva a un "correlacionismo fuerte" como el de Wittgestein o Heidegger. Para los pensadores del "correlacionismo fuerte", no tiene sentido suponer que haya algo por fuera de la correlación entre ser y pensamiento, con lo cual el Principle of Factiality es eliminado en favor de un Principio de correlación más fortalecido.
Frente a esto, Meillassoux sigue la táctica opuesta y rechaza el principio de correlacionismo en favor de la afirmación radical del Principle of factiality, con lo cual concreta un retorno post-kantiano a las ideas de Hume. La afirmación de este principio lo lleva a rechazar la necesidad de no solo las leyes naturales, sino también de todas las leyes lógicas con excepción del principio de no contradicción. (El rechazo del principio de no contradicción haría imposible que Meillassoux pueda afirmar el Principle of Factiality, esto es, que siempre todas las cosas pueden ser distintas a como son). El rechazo del principio de razón suficiente impide la justificación de la necesidad de las leyes físicas, afirmando que, aunque el universo suela darse de cierta manera, no hay razón para que no pueda ser distinto. Así Meillassoux retorna a una concepción humeana del a priori (en oposición al a priori kantiano); en este contexto, afirma que la lección que nos deja Hume respecto de la causalidad es que la misma causa puede dar lugar a mil eventos diferentes, y quizás aún más.

### Filosofía orientada a objetos
La doctrina central de la ontología orientada a objetos (Object-oriented Ontology, OOO), afirma que se ha dado poca reflexión en torno a los objetos considerados como tales en la historia de la filosofía, siempre en favor de enfoques más radicales. Graham Harman clasificó estas formas de filosofías radicales según su abordaje a los objetos: unas los desautorizan afirmando que los objetos son simples cáscaras que ocultan realidades subyacentes, sean estas concebidas según algún tipo de monismo o de flujo perpetuo; las otras sostienen que la idea de un objeto acabado se basa en una falsa ontología popular, y que no existe otra realidad subyacente a él aparte de sus cualidades (el rojo o la dureza de una manzana) o sus relaciones (la capacidad de crear, modificar, transformar o perturbar, según Latour y Whitehead). La ontología orientada a objetos no solo ha criticado al anti-realismo, sino también a otras formas de realismo. Harman afirmó incluso que, dado el crecimiento del número de seguidores del realismo especulativo, pronto el término "realismo" no tendrá relevancia como criterio de distinción entre filosofías. Por ello él ha escrito ya varios textos explicitando la diferencia entre la OOO y otras formas de realismo, a las cuales denuncia además por no ser lo suficientemente realistas y tener a los objetos por "ficciones inútiles". 
Un objeto, según Harman, es cualquier cosa; sea este una casilla de correo, radiación electromagnética, una curva espacio-temporal, la Mancomunidad de naciones o una actitud proposicional. Todas las cosas, sean físicas o ficcionales, son objetos por igual. Expresando una fuerte afinidad con el panpsiquismo, Harman propone una nueva disciplina, la "psicología especulativa", que se dedique a investigar las "cápas cósmicas de la psiquis" y al "desentrañamiento de la realidad psíquica específica de gusanos, ejércitos, tiza, piedra y arena".
Harman defiende una noción aristotélica de sustancia. A diferencia de Leibniz, para quien había sustancia y sus agregados, Harman sostiene que todo es un objeto, y que cuando estos se combinan forman nuevos objetos. Propone una metafísica a priori que afirma una realidad hecha puramente de objetos, sin una base u objeto primero a la base de su sucesión. Los objetos no son considerados eternos sino, a la manera aristotélica, corruptibles: las sustancias nacen y mueren, se crean y se destruyen. Un objeto representa en sí mismo un "vacío infinito", inaccesible e incognoscible para cualquier otra cosa. La causalidad es reinterpretada como "vicariosa"; inspirado en el ocasionalismo medieval, Harman sostiene que la interacción entre dos objetos se da solo por la mediación de un "vicario sensitivo", nunca directamente. Así, existen dos tipos de objetos, los reales y los sensitivos, siendo los primeros los objetos del día a día y los segundos las "caricaturas" que median y permiten la interacción. Por ejemplo, cuando el fuego quema la lana, Harman afirma que el fuego no toca nunca la inacabable esencia de la lana; en su lugar, la interacción se ve mediada por la "caricatura" de la lana que causa en esta la quemadura.

### Materialismo trascendental / Neovitalismo
Iain Hamilton Grant discute contra lo que él llama "somatismo", la filosofía y física de los cuerpos. En su Filosofías de Naturaleza después de Schelling, Grant cuenta una nueva historia de la filosofía desde Platón en adelante, poniendo el acento en la definición de materia. Aristóteles distinguió entre forma y materia de tal manera que la segunda resultó invisible para la filosofía; Grant pretende un retorno al concepto platónico de materia, esto es, no solo como los ladrillos básicos de la realidad sino también como lo que constituye las fuerzas y poderes gobernantes de la realidad. Este mismo argumento se encuentra, según Grant, en los idealistas alemanes postkantianos, J. G. Fichte y F. W. J. Schelling. La oposición entre materia como sustantiva y ficciones útiles persiste hasta este día, por lo que deberíamos intentar refutar a Kant en lugar de a Platón si queremos volver a una "física especulativa" como la que existe en la tradición platónica; no una física de los cuerpos, sino una "física del todo".